# Trichobaris
Trichobaris är ett släkte av skalbaggar. Trichobaris ingår i familjen vivlar.

## Dottertaxa tillTrichobaris, i alfabetisk ordning[1]
- Trichobaris amplicollis
- Trichobaris apicata
- Trichobaris arida
- Trichobaris brevipennis
- Trichobaris bridwelli
- Trichobaris championi
- Trichobaris compacta
- Trichobaris cylindrica
- Trichobaris densata
- Trichobaris impotens
- Trichobaris insolita
- Trichobaris jejumosa
- Trichobaris jejuniosa
- Trichobaris latipennis
- Trichobaris major
- Trichobaris mucorea
- Trichobaris nanella
- Trichobaris pellicea
- Trichobaris plumbea
- Trichobaris pueblana
- Trichobaris retrusa
- Trichobaris rugulicollis
- Trichobaris soror
- Trichobaris striatula
- Trichobaris texana
- Trichobaris trinotata
- Trichobaris utensis
- Trichobaris vestita